# Andronik Tarchaniota
Andronik Tarchaniota (XIII w.) – wielki konetabl na dworze bizantyńskim w 2 połowie XIII wieku. 

## Życiorys
Był siostrzeńcem cesarza Michała VIII Paleologa. Pochodził z rodziny Tarchaniotów, pełniącej ważne funkcje w armii bizantyńskiej. Po ślubie z córką Jana I Angelosa władcy Tesalii otrzymał od cesarza Michała VIII Paleologa tytuł konetabla i został zarządcą Adrianopola i terenów przyległych Tesalii. Małżeństwo to oraz mariaż Anny Paleolog z Niceforem I Angelosem, despotą Epiru miało zapewnić Bizancjum pokój ze strony państw greckich. Andronik urażony jednak, że jego brat Michał otrzymał wyższy niż on tytuł dworski wielkiego domestyka sprzymierzył się wraz z teściem przeciwko cesarzowi. Michał VIII zamierzał ukarać Andronika, na co ten zareagował wezwaniem na pomoc Tatarów, którzy najechali terytorium cesarstwa i je złupili. 